# Tour Down Under 2023
La 23e édition du Tour Down Under (officiellement nommé Santos Tour Down Under), une course cycliste par étapes, a lieu du 17 au 22 janvier 2023 en Australie. L'épreuve se déroule sur six jours entre Adélaïde et le mont Lofty sur un parcours de 679,4 km. C'est la première épreuve de l'UCI World Tour 2023, le calendrier le plus important du cyclisme sur route.

## Présentation

### Parcours
L'épreuve est constituée de cinq étapes en ligne et un prologue.

### Équipes
Vingt équipes participent à ce Tour Down Under 2023 - les dix-huit WorldTeams, l'équipe Israel-Premier Tech et l'équipe nationale d'Australie.
| WorldTeams (18)- AG2R Citroën Team - Alpecin-Deceuninck - Arkéa-Samsic - Astana Qazaqstan Team - Bahrain Victorious - Team Jayco AlUla - Bora-Hansgrohe - Cofidis - Team DSM - Groupama-FDJ - EF Education-EasyPost - Ineos Grenadiers - Intermarché-Circus-Wanty - Movistar Team - Jumbo-Visma - Soudal Quick-Step - Trek-Segafredo - UAE Team Emirates ProTeam- Israel-Premier Tech Équipe nationale sponsorisée- UniSA-Australia |
| |

### Favoris
Daryl Impey, double vainqueur (2018 et 2019), sera bien présent sur cet édition. On retrouve plusieurs vainqueurs de grands tours au départ : Christopher Froome (4 Tour de France, 2 Tour d'Italie et 1 Tour d'Espagne), Geraint Thomas (Tour de France 2018), Simon Yates (Tour d'Espagne 2018) et Jai Hindley (Tour d'Italie 2022).
Avec le prologue inaugural, Rohan Dennis fait office de favori, ayant déjà remporté l'épreuve en 2015. Ethan Hayter, vainqueur du Tour de Pologne 2022, peut également profiter de cet effort solitaire pour finir à la première place au général. 
Le troisième du dernier Critérium du Dauphiné, Ben O'Connor, est aussi attendu pour jouer sa carte au général. Les autres coureurs cités sont le vainqueur du Tour du Pays basque 2022 Pello Bilbao, le vainqueur du Tour de la Provence 2019 Gorka Izagirre, le duo de l'équipe UAE Team Emirates, Jay Vine et George Bennett, ainsi que le vainqueur de Paris-Nice 2020 et 2021, Maximilian Schachmann et son coéquipier australien Jai Hindley.

Pour le Prologue, le champion du monde 2018 et 2019 de la discipline, en la personne de Rohan Dennis, fera partie des grands favoris. Mais il aura fort a faire face a l'ancien vainqueur de la grande boucle, Geraint Thomas, et a son compatriote, Ethan Hayter. Des coureurs comme Ben O'Connor, Simon Yates, Mattia Cattaneo, Maximilian Schachmann ou Luke Durbridge peuvent faire une belle prestation.

Pour les sprints, les Australiens, Caleb Ewan et Michael Matthews, sont les têtes d'affiches. Vainqueur d'une étape du Tour d'Espagne 2022, Kaden Groves peut lui aussi espérer ouvrir son compteur de victoire de la saison. On retrouvera aussi Bryan Coquard, Hugo Hofstetter, Gerben Thijssen, Phil Bauhaus, Ethan Hayter ou encore Jordi Meeus.

## Étapes
Ce Tour Down Under comporte six étapes pour un total de 679,4 kilomètres à parcourir.
| Étape     | Date     | Villes étapes            | type                        | Distance (km) | Dénivelé (m) | Vainqueur d'étape | Leader du classement général |
| --------- | -------- | ------------------------ | --------------------------- | ------------- | ------------ | ----------------- | ---------------------------- |
| Prologue  | 17 janv. | Adélaïde – Adélaïde      | contre-la-montre individuel | 5,5           | 39 m         | Alberto Bettiol   | Alberto Bettiol              |
| 1re étape | 18 janv. | Tanunda – Tanunda        | étape vallonnée             | 150,1         | 1 715 m      | Phil Bauhaus      | Alberto Bettiol              |
| 2e étape  | 19 janv. | Brighton – Victor Harbor | étape vallonnée             | 156           | 1 803 m      | Rohan Dennis      | Rohan Dennis                 |
| 3e étape  | 20 janv. | Norwood – Campbelltown   | étape de moyenne montagne   | 118,5         | 1 831 m      | Pello Bilbao      | Jay Vine                     |
| 4e étape  | 21 janv. | Port Willunga – Willunga | étape vallonnée             | 135,3         | 1 103 m      | Bryan Coquard     | Jay Vine                     |
| 5e étape  | 22 janv. | Unley – mont Lofty       | étape de moyenne montagne   | 114           | 2 224 m      | Simon Yates       | Jay Vine                     |

## Déroulement de la course

### Prologue
| \| Classement de l'étape \| Classement de l'étape \| Classement de l'étape \| Classement de l'étape \| Classement de l'étape \| \| Coureur \| Coureur \| Pays \| Équipe \| Temps \| \| --------------------- \| --------------------- \| --------------------- \| ------------------------ \| --------------------- \| \| 1er \| Alberto Bettiol \| Italie \| EF Education-EasyPost \| 6 min 19 s \| \| 2e \| Magnus Sheffield \| États-Unis \| Ineos Grenadiers \| + 8 s \| \| 3e \| Julius Johansen \| Danemark \| Intermarché-Circus-Wanty \| + 10 s \| \| 4e \| Kaden Groves \| Australie \| Alpecin-Deceuninck \| + 11 s \| \| 5e \| Samuel Gaze \| Nouvelle-Zélande \| Alpecin-Deceuninck \| + 11 s \| \| 6e \| Hugo Page \| France \| Intermarché-Circus-Wanty \| + 12 s \| \| 7e \| Marius Mayrhofer \| Allemagne \| Team DSM \| + 13 s \| \| 8e \| Jannik Steimle \| Allemagne \| Soudal Quick-Step \| + 13 s \| \| 9e \| Jay Vine \| Australie \| UAE Team Emirates \| + 14 s \| \| 10e \| Michael Matthews \| Australie \| Team Jayco AlUla \| + 14 s \| |                  |                  |                          |            |
| |                  |                  |                          |            |
| Source : ProCyclingStats |                  |                  |                          |            |
| Classement de l'étape |                  |                  |                          |            |
| Coureur | Coureur          | Pays             | Équipe                   | Temps      |
| 1er | Alberto Bettiol  | Italie           | EF Education-EasyPost    | 6 min 19 s |
| 2e | Magnus Sheffield | États-Unis       | Ineos Grenadiers         | + 8 s      |
| 3e | Julius Johansen  | Danemark         | Intermarché-Circus-Wanty | + 10 s     |
| 4e | Kaden Groves     | Australie        | Alpecin-Deceuninck       | + 11 s     |
| 5e | Samuel Gaze      | Nouvelle-Zélande | Alpecin-Deceuninck       | + 11 s     |
| 6e | Hugo Page        | France           | Intermarché-Circus-Wanty | + 12 s     |
| 7e | Marius Mayrhofer | Allemagne        | Team DSM                 | + 13 s     |
| 8e | Jannik Steimle   | Allemagne        | Soudal Quick-Step        | + 13 s     |
| 9e | Jay Vine         | Australie        | UAE Team Emirates        | + 14 s     |
| 10e | Michael Matthews | Australie        | Team Jayco AlUla         | + 14 s     |

| \| Classement général \| Classement général \| Classement général \| Classement général \| Classement général \| \| Coureur \| Coureur \| Pays \| Équipe \| Temps \| \| ------------------ \| ------------------ \| ------------------ \| ------------------------ \| ------------------ \| \| 1er \| Alberto Bettiol \| Italie \| EF Education-EasyPost \| 6 min 19 s \| \| 2e \| Magnus Sheffield \| États-Unis \| Ineos Grenadiers \| + 8 s \| \| 3e \| Julius Johansen \| Danemark \| Intermarché-Circus-Wanty \| + 10 s \| \| 4e \| Kaden Groves \| Australie \| Alpecin-Deceuninck \| + 11 s \| \| 5e \| Samuel Gaze \| Nouvelle-Zélande \| Alpecin-Deceuninck \| + 11 s \| \| 6e \| Hugo Page \| France \| Intermarché-Circus-Wanty \| + 12 s \| \| 7e \| Marius Mayrhofer \| Allemagne \| Team DSM \| + 13 s \| \| 8e \| Jannik Steimle \| Allemagne \| Soudal Quick-Step \| + 13 s \| \| 9e \| Jay Vine \| Australie \| UAE Team Emirates \| + 14 s \| \| 10e \| Michael Matthews \| Australie \| Team Jayco AlUla \| + 14 s \| |                  |                  |                          |            |
| |                  |                  |                          |            |
| Source : ProCyclingStats |                  |                  |                          |            |
| Classement général |                  |                  |                          |            |
| Coureur | Coureur          | Pays             | Équipe                   | Temps      |
| 1er | Alberto Bettiol  | Italie           | EF Education-EasyPost    | 6 min 19 s |
| 2e | Magnus Sheffield | États-Unis       | Ineos Grenadiers         | + 8 s      |
| 3e | Julius Johansen  | Danemark         | Intermarché-Circus-Wanty | + 10 s     |
| 4e | Kaden Groves     | Australie        | Alpecin-Deceuninck       | + 11 s     |
| 5e | Samuel Gaze      | Nouvelle-Zélande | Alpecin-Deceuninck       | + 11 s     |
| 6e | Hugo Page        | France           | Intermarché-Circus-Wanty | + 12 s     |
| 7e | Marius Mayrhofer | Allemagne        | Team DSM                 | + 13 s     |
| 8e | Jannik Steimle   | Allemagne        | Soudal Quick-Step        | + 13 s     |
| 9e | Jay Vine         | Australie        | UAE Team Emirates        | + 14 s     |
| 10e | Michael Matthews | Australie        | Team Jayco AlUla         | + 14 s     |

### 1reétape
| \| Classement de l'étape \| Classement de l'étape \| Classement de l'étape \| Classement de l'étape \| Classement de l'étape \| \| Coureur \| Coureur \| Pays \| Équipe \| Temps \| \| --------------------- \| --------------------- \| --------------------- \| ------------------------ \| --------------------- \| \| 1er \| Phil Bauhaus \| Allemagne \| Bahrain Victorious \| 3 h 37 min 35 s \| \| 2e \| Caleb Ewan \| Australie \| UniSA-Australia \| + 0 s \| \| 3e \| Michael Matthews \| Australie \| Team Jayco AlUla \| + 0 s \| \| 4e \| Alessandro Covi \| Italie \| UAE Team Emirates \| + 0 s \| \| 5e \| Paul Penhoët \| France \| Groupama-FDJ \| + 0 s \| \| 6e \| Emīls Liepiņš \| Lettonie \| Trek-Segafredo \| + 0 s \| \| 7e \| Hugo Page \| France \| Intermarché-Circus-Wanty \| + 0 s \| \| 8e \| Hugo Hofstetter \| France \| Arkéa-Samsic \| + 0 s \| \| 9e \| Taj Jones \| Australie \| Israel-Premier Tech \| + 0 s \| \| 10e \| Gerben Thijssen \| Belgique \| Intermarché-Circus-Wanty \| + 0 s \| |                  |           |                          |                 |
| |                  |           |                          |                 |
| Source : ProCyclingStats |                  |           |                          |                 |
| Classement de l'étape |                  |           |                          |                 |
| Coureur | Coureur          | Pays      | Équipe                   | Temps           |
| 1er | Phil Bauhaus     | Allemagne | Bahrain Victorious       | 3 h 37 min 35 s |
| 2e | Caleb Ewan       | Australie | UniSA-Australia          | + 0 s           |
| 3e | Michael Matthews | Australie | Team Jayco AlUla         | + 0 s           |
| 4e | Alessandro Covi  | Italie    | UAE Team Emirates        | + 0 s           |
| 5e | Paul Penhoët     | France    | Groupama-FDJ             | + 0 s           |
| 6e | Emīls Liepiņš    | Lettonie  | Trek-Segafredo           | + 0 s           |
| 7e | Hugo Page        | France    | Intermarché-Circus-Wanty | + 0 s           |
| 8e | Hugo Hofstetter  | France    | Arkéa-Samsic             | + 0 s           |
| 9e | Taj Jones        | Australie | Israel-Premier Tech      | + 0 s           |
| 10e | Gerben Thijssen  | Belgique  | Intermarché-Circus-Wanty | + 0 s           |

| \| Classement général \| Classement général \| Classement général \| Classement général \| Classement général \| \| Coureur \| Coureur \| Pays \| Équipe \| Temps \| \| ------------------ \| ------------------ \| ------------------ \| ------------------------ \| ------------------ \| \| 1er \| Alberto Bettiol \| Italie \| EF Education-EasyPost \| 3 h 43 min 54 s \| \| 2e \| Michael Matthews \| Australie \| Team Jayco AlUla \| + 6 s \| \| 3e \| Magnus Sheffield \| États-Unis \| Ineos Grenadiers \| + 8 s \| \| 4e \| Julius Johansen \| Danemark \| Intermarché-Circus-Wanty \| + 10 s \| \| 5e \| Kaden Groves \| Australie \| Alpecin-Deceuninck \| + 11 s \| \| 6e \| Samuel Gaze \| Nouvelle-Zélande \| Alpecin-Deceuninck \| + 11 s \| \| 7e \| Hugo Page \| France \| Intermarché-Circus-Wanty \| + 12 s \| \| 8e \| Marius Mayrhofer \| Allemagne \| Team DSM \| + 13 s \| \| 9e \| Corbin Strong \| Nouvelle-Zélande \| Israel-Premier Tech \| + 13 s \| \| 10e \| Jannik Steimle \| Allemagne \| Soudal Quick-Step \| + 13 s \| |                  |                  |                          |                 |
| |                  |                  |                          |                 |
| Source : ProCyclingStats |                  |                  |                          |                 |
| Classement général |                  |                  |                          |                 |
| Coureur | Coureur          | Pays             | Équipe                   | Temps           |
| 1er | Alberto Bettiol  | Italie           | EF Education-EasyPost    | 3 h 43 min 54 s |
| 2e | Michael Matthews | Australie        | Team Jayco AlUla         | + 6 s           |
| 3e | Magnus Sheffield | États-Unis       | Ineos Grenadiers         | + 8 s           |
| 4e | Julius Johansen  | Danemark         | Intermarché-Circus-Wanty | + 10 s          |
| 5e | Kaden Groves     | Australie        | Alpecin-Deceuninck       | + 11 s          |
| 6e | Samuel Gaze      | Nouvelle-Zélande | Alpecin-Deceuninck       | + 11 s          |
| 7e | Hugo Page        | France           | Intermarché-Circus-Wanty | + 12 s          |
| 8e | Marius Mayrhofer | Allemagne        | Team DSM                 | + 13 s          |
| 9e | Corbin Strong    | Nouvelle-Zélande | Israel-Premier Tech      | + 13 s          |
| 10e | Jannik Steimle   | Allemagne        | Soudal Quick-Step        | + 13 s          |

### 2eétape
| \| Classement de l'étape \| Classement de l'étape \| Classement de l'étape \| Classement de l'étape \| Classement de l'étape \| \| Coureur \| Coureur \| Pays \| Équipe \| Temps \| \| --------------------- \| --------------------- \| --------------------- \| --------------------- \| --------------------- \| \| 1er \| Rohan Dennis \| Australie \| Jumbo-Visma \| 4 h 00 min 40 s \| \| 2e \| Jay Vine \| Australie \| UAE Team Emirates \| + 2 s \| \| 3e \| Mauro Schmid \| Suisse \| Soudal Quick-Step \| + 2 s \| \| 4e \| Simon Yates \| Royaume-Uni \| Team Jayco AlUla \| + 2 s \| \| 5e \| Jai Hindley \| Australie \| Bora-Hansgrohe \| + 5 s \| \| 6e \| Caleb Ewan \| Australie \| Lotto Dstny \| + 11 s \| \| 7e \| Emīls Liepiņš \| Lettonie \| Trek-Segafredo \| + 11 s \| \| 8e \| Corbin Strong \| Nouvelle-Zélande \| Israel-Premier Tech \| + 11 s \| \| 9e \| Kaden Groves \| Australie \| Alpecin-Deceuninck \| + 11 s \| \| 10e \| Paul Penhoët \| France \| Groupama-FDJ \| + 11 s \| |               |                  |                     |                 |
| |               |                  |                     |                 |
| Source : ProCyclingStats |               |                  |                     |                 |
| Classement de l'étape |               |                  |                     |                 |
| Coureur | Coureur       | Pays             | Équipe              | Temps           |
| 1er | Rohan Dennis  | Australie        | Jumbo-Visma         | 4 h 00 min 40 s |
| 2e | Jay Vine      | Australie        | UAE Team Emirates   | + 2 s           |
| 3e | Mauro Schmid  | Suisse           | Soudal Quick-Step   | + 2 s           |
| 4e | Simon Yates   | Royaume-Uni      | Team Jayco AlUla    | + 2 s           |
| 5e | Jai Hindley   | Australie        | Bora-Hansgrohe      | + 5 s           |
| 6e | Caleb Ewan    | Australie        | Lotto Dstny         | + 11 s          |
| 7e | Emīls Liepiņš | Lettonie         | Trek-Segafredo      | + 11 s          |
| 8e | Corbin Strong | Nouvelle-Zélande | Israel-Premier Tech | + 11 s          |
| 9e | Kaden Groves  | Australie        | Alpecin-Deceuninck  | + 11 s          |
| 10e | Paul Penhoët  | France           | Groupama-FDJ        | + 11 s          |

| \| Classement général \| Classement général \| Classement général \| Classement général \| Classement général \| \| Coureur \| Coureur \| Pays \| Équipe \| Temps \| \| ------------------ \| ------------------ \| ------------------ \| ------------------------ \| ------------------ \| \| 1er \| Rohan Dennis \| Australie \| Jumbo-Visma \| 7 h 44 min 41 s \| \| 2e \| Jay Vine \| Australie \| UAE Team Emirates \| + 3 s \| \| 3e \| Magnus Sheffield \| États-Unis \| Ineos Grenadiers \| + 12 s \| \| 4e \| Mauro Schmid \| Suisse \| Soudal Quick-Step \| + 13 s \| \| 5e \| Corbin Strong \| Nouvelle-Zélande \| Israel-Premier Tech \| + 14 s \| \| 6e \| Hugo Page \| France \| Intermarché-Circus-Wanty \| + 14 s \| \| 7e \| Kaden Groves \| Australie \| Alpecin-Deceuninck \| + 15 s \| \| 8e \| Marius Mayrhofer \| Allemagne \| Team DSM \| + 17 s \| \| 9e \| Nikias Arndt \| Allemagne \| Bahrain Victorious \| + 19 s \| \| 10e \| Miles Scotson \| Australie \| Groupama-FDJ \| + 20 s \| |                  |                  |                          |                 |
| |                  |                  |                          |                 |
| Source : ProCyclingStats |                  |                  |                          |                 |
| Classement général |                  |                  |                          |                 |
| Coureur | Coureur          | Pays             | Équipe                   | Temps           |
| 1er | Rohan Dennis     | Australie        | Jumbo-Visma              | 7 h 44 min 41 s |
| 2e | Jay Vine         | Australie        | UAE Team Emirates        | + 3 s           |
| 3e | Magnus Sheffield | États-Unis       | Ineos Grenadiers         | + 12 s          |
| 4e | Mauro Schmid     | Suisse           | Soudal Quick-Step        | + 13 s          |
| 5e | Corbin Strong    | Nouvelle-Zélande | Israel-Premier Tech      | + 14 s          |
| 6e | Hugo Page        | France           | Intermarché-Circus-Wanty | + 14 s          |
| 7e | Kaden Groves     | Australie        | Alpecin-Deceuninck       | + 15 s          |
| 8e | Marius Mayrhofer | Allemagne        | Team DSM                 | + 17 s          |
| 9e | Nikias Arndt     | Allemagne        | Bahrain Victorious       | + 19 s          |
| 10e | Miles Scotson    | Australie        | Groupama-FDJ             | + 20 s          |

### 3eétape
| \| Classement de l'étape \| Classement de l'étape \| Classement de l'étape \| Classement de l'étape \| Classement de l'étape \| \| Coureur \| Coureur \| Pays \| Équipe \| Temps \| \| --------------------- \| --------------------- \| --------------------- \| ------------------------ \| --------------------- \| \| 1er \| Pello Bilbao \| Espagne \| Bahrain Victorious \| 2 h 48 min 10 s \| \| 2e \| Simon Yates \| Royaume-Uni \| Team Jayco AlUla \| + 0 s \| \| 3e \| Jay Vine \| Australie \| UAE Team Emirates \| + 0 s \| \| 4e \| Michael Matthews \| Australie \| Team Jayco AlUla \| + 28 s \| \| 5e \| Sven Erik Bystrøm \| Norvège \| Intermarché-Circus-Wanty \| + 28 s \| \| 6e \| Natnael Tesfatsion \| Érythrée \| Trek-Segafredo \| + 28 s \| \| 7e \| Antonio Tiberi \| Italie \| Trek-Segafredo \| + 28 s \| \| 8e \| Milan Vader \| Pays-Bas \| Jumbo-Visma \| + 28 s \| \| 9e \| Ben O'Connor \| Australie \| AG2R Citroën Team \| + 28 s \| \| 10e \| Ethan Hayter \| Royaume-Uni \| Ineos Grenadiers \| + 28 s \| |                    |             |                          |                 |
| |                    |             |                          |                 |
| Source : ProCyclingStats |                    |             |                          |                 |
| Classement de l'étape |                    |             |                          |                 |
| Coureur | Coureur            | Pays        | Équipe                   | Temps           |
| 1er | Pello Bilbao       | Espagne     | Bahrain Victorious       | 2 h 48 min 10 s |
| 2e | Simon Yates        | Royaume-Uni | Team Jayco AlUla         | + 0 s           |
| 3e | Jay Vine           | Australie   | UAE Team Emirates        | + 0 s           |
| 4e | Michael Matthews   | Australie   | Team Jayco AlUla         | + 28 s          |
| 5e | Sven Erik Bystrøm  | Norvège     | Intermarché-Circus-Wanty | + 28 s          |
| 6e | Natnael Tesfatsion | Érythrée    | Trek-Segafredo           | + 28 s          |
| 7e | Antonio Tiberi     | Italie      | Trek-Segafredo           | + 28 s          |
| 8e | Milan Vader        | Pays-Bas    | Jumbo-Visma              | + 28 s          |
| 9e | Ben O'Connor       | Australie   | AG2R Citroën Team        | + 28 s          |
| 10e | Ethan Hayter       | Royaume-Uni | Ineos Grenadiers         | + 28 s          |

| \| Classement général \| Classement général \| Classement général \| Classement général \| Classement général \| \| Coureur \| Coureur \| Pays \| Équipe \| Temps \| \| ------------------ \| ------------------ \| ------------------ \| ------------------------ \| ------------------ \| \| 1er \| Jay Vine \| Australie \| UAE Team Emirates \| 10 h 32 min 50 s \| \| 2e \| Pello Bilbao \| Espagne \| Bahrain Victorious \| + 15 s \| \| 3e \| Simon Yates \| Royaume-Uni \| Team Jayco AlUla \| + 16 s \| \| 4e \| Magnus Sheffield \| États-Unis \| Ineos Grenadiers \| + 45 s \| \| 5e \| Mauro Schmid \| Suisse \| Soudal Quick-Step \| + 46 s \| \| 6e \| Ethan Hayter \| Royaume-Uni \| Ineos Grenadiers \| + 50 s \| \| 7e \| Sven Erik Bystrøm \| Norvège \| Intermarché-Circus-Wanty \| + 54 s \| \| 8e \| Antonio Tiberi \| Italie \| Trek-Segafredo \| + 58 s \| \| 9e \| Ben O'Connor \| Australie \| AG2R Citroën Team \| + 1 min 00 s \| \| 10e \| Gorka Izagirre \| Espagne \| Movistar Team \| + 1 min 01 s \| |                   |             |                          |                  |
| |                   |             |                          |                  |
| Source : ProCyclingStats |                   |             |                          |                  |
| Classement général |                   |             |                          |                  |
| Coureur | Coureur           | Pays        | Équipe                   | Temps            |
| 1er | Jay Vine          | Australie   | UAE Team Emirates        | 10 h 32 min 50 s |
| 2e | Pello Bilbao      | Espagne     | Bahrain Victorious       | + 15 s           |
| 3e | Simon Yates       | Royaume-Uni | Team Jayco AlUla         | + 16 s           |
| 4e | Magnus Sheffield  | États-Unis  | Ineos Grenadiers         | + 45 s           |
| 5e | Mauro Schmid      | Suisse      | Soudal Quick-Step        | + 46 s           |
| 6e | Ethan Hayter      | Royaume-Uni | Ineos Grenadiers         | + 50 s           |
| 7e | Sven Erik Bystrøm | Norvège     | Intermarché-Circus-Wanty | + 54 s           |
| 8e | Antonio Tiberi    | Italie      | Trek-Segafredo           | + 58 s           |
| 9e | Ben O'Connor      | Australie   | AG2R Citroën Team        | + 1 min 00 s     |
| 10e | Gorka Izagirre    | Espagne     | Movistar Team            | + 1 min 01 s     |

### 4eétape
| \| Classement de l'étape \| Classement de l'étape \| Classement de l'étape \| Classement de l'étape \| Classement de l'étape \| \| Coureur \| Coureur \| Pays \| Équipe \| Temps \| \| --------------------- \| --------------------- \| --------------------- \| ------------------------ \| --------------------- \| \| 1er \| Bryan Coquard \| France \| Cofidis \| 2 h 53 min 41 s \| \| 2e \| Alberto Bettiol \| Italie \| EF Education-EasyPost \| + 0 s \| \| 3e \| Hugo Page \| France \| Intermarché-Circus-Wanty \| + 0 s \| \| 4e \| Paul Penhoët \| France \| Groupama-FDJ \| + 0 s \| \| 5e \| Corbin Strong \| Nouvelle-Zélande \| Israel-Premier Tech \| + 0 s \| \| 6e \| Michael Matthews \| Australie \| Team Jayco AlUla \| + 0 s \| \| 7e \| Dorian Godon \| France \| AG2R Citroën Team \| + 0 s \| \| 8e \| Marius Mayrhofer \| Allemagne \| Team DSM \| + 0 s \| \| 9e \| Kim Heiduk \| Allemagne \| Ineos Grenadiers \| + 0 s \| \| 10e \| Caleb Ewan \| Australie \| UniSA-Australia \| + 0 s \| |                  |                  |                          |                 |
| |                  |                  |                          |                 |
| Source : ProCyclingStats |                  |                  |                          |                 |
| Classement de l'étape |                  |                  |                          |                 |
| Coureur | Coureur          | Pays             | Équipe                   | Temps           |
| 1er | Bryan Coquard    | France           | Cofidis                  | 2 h 53 min 41 s |
| 2e | Alberto Bettiol  | Italie           | EF Education-EasyPost    | + 0 s           |
| 3e | Hugo Page        | France           | Intermarché-Circus-Wanty | + 0 s           |
| 4e | Paul Penhoët     | France           | Groupama-FDJ             | + 0 s           |
| 5e | Corbin Strong    | Nouvelle-Zélande | Israel-Premier Tech      | + 0 s           |
| 6e | Michael Matthews | Australie        | Team Jayco AlUla         | + 0 s           |
| 7e | Dorian Godon     | France           | AG2R Citroën Team        | + 0 s           |
| 8e | Marius Mayrhofer | Allemagne        | Team DSM                 | + 0 s           |
| 9e | Kim Heiduk       | Allemagne        | Ineos Grenadiers         | + 0 s           |
| 10e | Caleb Ewan       | Australie        | UniSA-Australia          | + 0 s           |

| \| Classement général \| Classement général \| Classement général \| Classement général \| Classement général \| \| Coureur \| Coureur \| Pays \| Équipe \| Temps \| \| ------------------ \| ------------------ \| ------------------ \| ------------------------ \| ------------------ \| \| 1er \| Jay Vine \| Australie \| UAE Team Emirates \| + 13 h 26 min 31 s \| \| 2e \| Simon Yates \| Royaume-Uni \| Team Jayco AlUla \| + 15 s \| \| 3e \| Pello Bilbao \| Espagne \| Bahrain Victorious \| + 15 s \| \| 4e \| Magnus Sheffield \| États-Unis \| Ineos Grenadiers \| + 45 s \| \| 5e \| Mauro Schmid \| Suisse \| Soudal Quick-Step \| + 46 s \| \| 6e \| Ethan Hayter \| Royaume-Uni \| Ineos Grenadiers \| + 50 s \| \| 7e \| Sven Erik Bystrøm \| Norvège \| Intermarché-Circus-Wanty \| + 54 s \| \| 8e \| Hugo Page \| France \| Intermarché-Circus-Wanty \| + 56 s \| \| 9e \| Antonio Tiberi \| Italie \| Trek-Segafredo \| + 58 s \| \| 10e \| Ben O'Connor \| Australie \| AG2R Citroën Team \| + 1 min 00 s \| |                   |             |                          |                    |
| |                   |             |                          |                    |
| Source : ProCyclingStats |                   |             |                          |                    |
| Classement général |                   |             |                          |                    |
| Coureur | Coureur           | Pays        | Équipe                   | Temps              |
| 1er | Jay Vine          | Australie   | UAE Team Emirates        | + 13 h 26 min 31 s |
| 2e | Simon Yates       | Royaume-Uni | Team Jayco AlUla         | + 15 s             |
| 3e | Pello Bilbao      | Espagne     | Bahrain Victorious       | + 15 s             |
| 4e | Magnus Sheffield  | États-Unis  | Ineos Grenadiers         | + 45 s             |
| 5e | Mauro Schmid      | Suisse      | Soudal Quick-Step        | + 46 s             |
| 6e | Ethan Hayter      | Royaume-Uni | Ineos Grenadiers         | + 50 s             |
| 7e | Sven Erik Bystrøm | Norvège     | Intermarché-Circus-Wanty | + 54 s             |
| 8e | Hugo Page         | France      | Intermarché-Circus-Wanty | + 56 s             |
| 9e | Antonio Tiberi    | Italie      | Trek-Segafredo           | + 58 s             |
| 10e | Ben O'Connor      | Australie   | AG2R Citroën Team        | + 1 min 00 s       |

### 5eétape
| \| Classement de l'étape \| Classement de l'étape \| Classement de l'étape \| Classement de l'étape \| Classement de l'étape \| \| Coureur \| Coureur \| Pays \| Équipe \| Temps \| \| --------------------- \| --------------------- \| --------------------- \| ------------------------ \| --------------------- \| \| 1er \| Simon Yates \| Royaume-Uni \| Team Jayco AlUla \| 2 h 41 min 16 s \| \| 2e \| Jay Vine \| Australie \| UAE Team Emirates \| + 0 s \| \| 3e \| Ben O'Connor \| Australie \| AG2R Citroën Team \| + 2 s \| \| 4e \| Antonio Tiberi \| Italie \| Trek-Segafredo \| + 3 s \| \| 5e \| Sven Erik Bystrøm \| Norvège \| Intermarché-Circus-Wanty \| + 6 s \| \| 6e \| Jai Hindley \| Australie \| Bora-Hansgrohe \| + 6 s \| \| 7e \| Pello Bilbao \| Espagne \| Bahrain Victorious \| + 6 s \| \| 8e \| Giovanni Aleotti \| Italie \| Bora-Hansgrohe \| + 6 s \| \| 9e \| Magnus Sheffield \| États-Unis \| Ineos Grenadiers \| + 6 s \| \| 10e \| Mauro Schmid \| Suisse \| Soudal Quick-Step \| + 6 s \| |                   |             |                          |                 |
| |                   |             |                          |                 |
| Source : ProCyclingStats |                   |             |                          |                 |
| Classement de l'étape |                   |             |                          |                 |
| Coureur | Coureur           | Pays        | Équipe                   | Temps           |
| 1er | Simon Yates       | Royaume-Uni | Team Jayco AlUla         | 2 h 41 min 16 s |
| 2e | Jay Vine          | Australie   | UAE Team Emirates        | + 0 s           |
| 3e | Ben O'Connor      | Australie   | AG2R Citroën Team        | + 2 s           |
| 4e | Antonio Tiberi    | Italie      | Trek-Segafredo           | + 3 s           |
| 5e | Sven Erik Bystrøm | Norvège     | Intermarché-Circus-Wanty | + 6 s           |
| 6e | Jai Hindley       | Australie   | Bora-Hansgrohe           | + 6 s           |
| 7e | Pello Bilbao      | Espagne     | Bahrain Victorious       | + 6 s           |
| 8e | Giovanni Aleotti  | Italie      | Bora-Hansgrohe           | + 6 s           |
| 9e | Magnus Sheffield  | États-Unis  | Ineos Grenadiers         | + 6 s           |
| 10e | Mauro Schmid      | Suisse      | Soudal Quick-Step        | + 6 s           |

## Classements finals

### Classement général
| \| Classement général \| Classement général \| Classement général \| Classement général \| Classement général \| \| Coureur \| Coureur \| Pays \| Équipe \| Temps \| \| ------------------ \| ------------------ \| ------------------ \| ------------------------ \| ------------------ \| \| 1er \| Jay Vine \| Australie \| UAE Team Emirates \| 16 h 07 min 41 s \| \| 2e \| Simon Yates \| Royaume-Uni \| Team Jayco AlUla \| + 11 s \| \| 3e \| Pello Bilbao \| Espagne \| Bahrain Victorious \| + 27 s \| \| 4e \| Magnus Sheffield \| États-Unis \| Ineos Grenadiers \| + 57 s \| \| 5e \| Mauro Schmid \| Suisse \| Soudal Quick-Step \| + 58 s \| \| 6e \| Ben O'Connor \| Australie \| AG2R Citroën Team \| + 1 min 04 s \| \| 7e \| Sven Erik Bystrøm \| Norvège \| Intermarché-Circus-Wanty \| + 1 min 06 s \| \| 8e \| Antonio Tiberi \| Italie \| Trek-Segafredo \| + 1 min 07 s \| \| 9e \| Gorka Izagirre \| Espagne \| Movistar Team \| + 1 min 13 s \| \| 10e \| Bryan Coquard \| France \| Cofidis \| + 1 min 13 s \| \| 11e \| Marc Hirschi \| Suisse \| UAE Team Emirates \| + 1 min 13 s \| \| 12e \| Rudy Molard \| France \| Groupama-FDJ \| + 1 min 16 s \| \| 13e \| Sebastian Berwick \| Australie \| Israel-Premier Tech \| + 1 min 17 s \| \| 14e \| Natnael Tesfatsion \| Érythrée \| Trek-Segafredo \| + 1 min 18 s \| \| 15e \| George Bennett \| Nouvelle-Zélande \| UAE Team Emirates \| + 1 min 20 s \| \| 16e \| Jai Hindley \| Australie \| Bora-Hansgrohe \| + 1 min 23 s \| \| 17e \| Giovanni Aleotti \| Italie \| Bora-Hansgrohe \| + 1 min 44 s \| \| 18e \| Ethan Hayter \| Royaume-Uni \| Ineos Grenadiers \| + 1 min 45 s \| \| 19e \| Hugo Page \| France \| Intermarché-Circus-Wanty \| + 1 min 51 s \| \| 20e \| Élie Gesbert \| France \| Arkéa-Samsic \| + 2 min 14 s \| |                    |                  |                          |                  |
| |                    |                  |                          |                  |
| Source : ProCyclingStats |                    |                  |                          |                  |
| Classement général |                    |                  |                          |                  |
| Coureur | Coureur            | Pays             | Équipe                   | Temps            |
| 1er | Jay Vine           | Australie        | UAE Team Emirates        | 16 h 07 min 41 s |
| 2e | Simon Yates        | Royaume-Uni      | Team Jayco AlUla         | + 11 s           |
| 3e | Pello Bilbao       | Espagne          | Bahrain Victorious       | + 27 s           |
| 4e | Magnus Sheffield   | États-Unis       | Ineos Grenadiers         | + 57 s           |
| 5e | Mauro Schmid       | Suisse           | Soudal Quick-Step        | + 58 s           |
| 6e | Ben O'Connor       | Australie        | AG2R Citroën Team        | + 1 min 04 s     |
| 7e | Sven Erik Bystrøm  | Norvège          | Intermarché-Circus-Wanty | + 1 min 06 s     |
| 8e | Antonio Tiberi     | Italie           | Trek-Segafredo           | + 1 min 07 s     |
| 9e | Gorka Izagirre     | Espagne          | Movistar Team            | + 1 min 13 s     |
| 10e | Bryan Coquard      | France           | Cofidis                  | + 1 min 13 s     |
| 11e | Marc Hirschi       | Suisse           | UAE Team Emirates        | + 1 min 13 s     |
| 12e | Rudy Molard        | France           | Groupama-FDJ             | + 1 min 16 s     |
| 13e | Sebastian Berwick  | Australie        | Israel-Premier Tech      | + 1 min 17 s     |
| 14e | Natnael Tesfatsion | Érythrée         | Trek-Segafredo           | + 1 min 18 s     |
| 15e | George Bennett     | Nouvelle-Zélande | UAE Team Emirates        | + 1 min 20 s     |
| 16e | Jai Hindley        | Australie        | Bora-Hansgrohe           | + 1 min 23 s     |
| 17e | Giovanni Aleotti   | Italie           | Bora-Hansgrohe           | + 1 min 44 s     |
| 18e | Ethan Hayter       | Royaume-Uni      | Ineos Grenadiers         | + 1 min 45 s     |
| 19e | Hugo Page          | France           | Intermarché-Circus-Wanty | + 1 min 51 s     |
| 20e | Élie Gesbert       | France           | Arkéa-Samsic             | + 2 min 14 s     |

| Classement de la montagne | Classement de la montagne | Classement de la montagne | Classement de la montagne | Classement de la montagne |
| Coureur                   | Coureur                   | Pays                      | Équipe                    | Points                    |
| ------------------------- | ------------------------- | ------------------------- | ------------------------- | ------------------------- |
| 1er                       | Mikkel Honoré             | Danemark                  | EF Education-EasyPost     | 21 pts                    |
| 2e                        | Jay Vine                  | Australie                 | UAE Team Emirates         | 20 pts                    |
| 3e                        | Simon Yates               | Royaume-Uni               | Team Jayco AlUla          | 18 pts                    |
| 4e                        | Fabio Felline             | Italie                    | Astana Qazaqstan Team     | 11 pts                    |
| 5e                        | Kim Heiduk                | Allemagne                 | Ineos Grenadiers          | 10 pts                    |
| 6e                        | Johan Jacobs              | Suisse                    | Movistar Team             | 10 pts                    |
| 7e                        | Luke Plapp                | Australie                 | Ineos Grenadiers          | 10 pts                    |
| 8e                        | Alessandro Covi           | Italie                    | UAE Team Emirates         | 8 pts                     |
| 9e                        | Matthew Dinham            | Australie                 | Team DSM                  | 8 pts                     |
| 10e                       | Dmitriy Gruzdev           | Kazakhstan                | Astana Qazaqstan Team     | 7 pts                     |

| Classement de la montagne | Classement de la montagne | Classement de la montagne | Classement de la montagne | Classement de la montagne |
| Coureur                   | Coureur                   | Pays                      | Équipe                    | Points                    |
| ------------------------- | ------------------------- | ------------------------- | ------------------------- | ------------------------- |
| 1er                       | Mikkel Honoré             | Danemark                  | EF Education-EasyPost     | 21 pts                    |
| 2e                        | Jay Vine                  | Australie                 | UAE Team Emirates         | 20 pts                    |
| 3e                        | Simon Yates               | Royaume-Uni               | Team Jayco AlUla          | 18 pts                    |
| 4e                        | Fabio Felline             | Italie                    | Astana Qazaqstan Team     | 11 pts                    |
| 5e                        | Kim Heiduk                | Allemagne                 | Ineos Grenadiers          | 10 pts                    |
| 6e                        | Johan Jacobs              | Suisse                    | Movistar Team             | 10 pts                    |
| 7e                        | Luke Plapp                | Australie                 | Ineos Grenadiers          | 10 pts                    |
| 8e                        | Alessandro Covi           | Italie                    | UAE Team Emirates         | 8 pts                     |
| 9e                        | Matthew Dinham            | Australie                 | Team DSM                  | 8 pts                     |
| 10e                       | Dmitriy Gruzdev           | Kazakhstan                | Astana Qazaqstan Team     | 7 pts                     |

| Classement par points | Classement par points | Classement par points | Classement par points    | Classement par points |
| Coureur               | Coureur               | Pays                  | Équipe                   | Points                |
| --------------------- | --------------------- | --------------------- | ------------------------ | --------------------- |
| 1er                   | Michael Matthews      | Australie             | Team Jayco AlUla         | 61 pts                |
| 2e                    | Simon Yates           | Royaume-Uni           | Team Jayco AlUla         | 57 pts                |
| 3e                    | Jay Vine              | Australie             | UAE Team Emirates        | 57 pts                |
| 4e                    | Caleb Ewan            | Australie             | Lotto Dstny              | 47 pts                |
| 5e                    | Paul Penhoët          | France                | Groupama-FDJ             | 43 pts                |
| 6e                    | Hugo Page             | France                | Intermarché-Circus-Wanty | 40 pts                |
| 7e                    | Bryan Coquard         | France                | Cofidis                  | 37 pts                |
| 8e                    | Corbin Strong         | Nouvelle-Zélande      | Israel-Premier Tech      | 34 pts                |
| 9e                    | Rohan Dennis          | Australie             | Jumbo-Visma              | 30 pts                |
| 10e                   | Phil Bauhaus          | Allemagne             | Bahrain Victorious       | 30 pts                |

| Classement par points | Classement par points | Classement par points | Classement par points    | Classement par points |
| Coureur               | Coureur               | Pays                  | Équipe                   | Points                |
| --------------------- | --------------------- | --------------------- | ------------------------ | --------------------- |
| 1er                   | Michael Matthews      | Australie             | Team Jayco AlUla         | 61 pts                |
| 2e                    | Simon Yates           | Royaume-Uni           | Team Jayco AlUla         | 57 pts                |
| 3e                    | Jay Vine              | Australie             | UAE Team Emirates        | 57 pts                |
| 4e                    | Caleb Ewan            | Australie             | Lotto Dstny              | 47 pts                |
| 5e                    | Paul Penhoët          | France                | Groupama-FDJ             | 43 pts                |
| 6e                    | Hugo Page             | France                | Intermarché-Circus-Wanty | 40 pts                |
| 7e                    | Bryan Coquard         | France                | Cofidis                  | 37 pts                |
| 8e                    | Corbin Strong         | Nouvelle-Zélande      | Israel-Premier Tech      | 34 pts                |
| 9e                    | Rohan Dennis          | Australie             | Jumbo-Visma              | 30 pts                |
| 10e                   | Phil Bauhaus          | Allemagne             | Bahrain Victorious       | 30 pts                |

| Classement du meilleur jeune | Classement du meilleur jeune | Classement du meilleur jeune | Classement du meilleur jeune | Classement du meilleur jeune |
| Coureur                      | Coureur                      | Pays                         | Équipe                       | Temps                        |
| ---------------------------- | ---------------------------- | ---------------------------- | ---------------------------- | ---------------------------- |
| 1er                          | Magnus Sheffield             | États-Unis                   | Ineos Grenadiers             | 16 h 08 min 38 s             |
| 2e                           | Antonio Tiberi               | Italie                       | Trek-Segafredo               | + 10 s                       |
| 3e                           | Hugo Page                    | France                       | Intermarché-Circus-Wanty     | + 54 s                       |
| 4e                           | Reuben Thompson              | Nouvelle-Zélande             | Groupama-FDJ                 | + 1 min 32 s                 |
| 5e                           | Alex Baudin                  | France                       | AG2R Citroën Team            | + 1 min 54 s                 |
| 6e                           | Paul Penhoët                 | France                       | Groupama-FDJ                 | + 3 min 24 s                 |
| 7e                           | Iván Romeo                   | Espagne                      | Movistar Team                | + 6 min 55 s                 |
| 8e                           | Leo Hayter                   | Royaume-Uni                  | Ineos Grenadiers             | + 10 min 14 s                |
| 9e                           | Alessandro Verre             | Italie                       | Arkéa-Samsic                 | + 18 min 59 s                |
| 10e                          | Finn Fisher-Black            | Nouvelle-Zélande             | UAE Team Emirates            | + 24 min 25 s                |

| Classement du meilleur jeune | Classement du meilleur jeune | Classement du meilleur jeune | Classement du meilleur jeune | Classement du meilleur jeune |
| Coureur                      | Coureur                      | Pays                         | Équipe                       | Temps                        |
| ---------------------------- | ---------------------------- | ---------------------------- | ---------------------------- | ---------------------------- |
| 1er                          | Magnus Sheffield             | États-Unis                   | Ineos Grenadiers             | 16 h 08 min 38 s             |
| 2e                           | Antonio Tiberi               | Italie                       | Trek-Segafredo               | + 10 s                       |
| 3e                           | Hugo Page                    | France                       | Intermarché-Circus-Wanty     | + 54 s                       |
| 4e                           | Reuben Thompson              | Nouvelle-Zélande             | Groupama-FDJ                 | + 1 min 32 s                 |
| 5e                           | Alex Baudin                  | France                       | AG2R Citroën Team            | + 1 min 54 s                 |
| 6e                           | Paul Penhoët                 | France                       | Groupama-FDJ                 | + 3 min 24 s                 |
| 7e                           | Iván Romeo                   | Espagne                      | Movistar Team                | + 6 min 55 s                 |
| 8e                           | Leo Hayter                   | Royaume-Uni                  | Ineos Grenadiers             | + 10 min 14 s                |
| 9e                           | Alessandro Verre             | Italie                       | Arkéa-Samsic                 | + 18 min 59 s                |
| 10e                          | Finn Fisher-Black            | Nouvelle-Zélande             | UAE Team Emirates            | + 24 min 25 s                |

| Classement par équipes | Classement par équipes | Classement par équipes | Classement par équipes |
| Équipe                 | Équipe                 | Pays                   | Temps                  |
| ---------------------- | ---------------------- | ---------------------- | ---------------------- |
| 1re                    | UAE Team Emirates      | Émirats arabes unis    | 48 h 25 min 34 s       |
| 2e                     | Trek-Segafredo         | États-Unis             | + 1 min 24 s           |
| 3e                     | Groupama-FDJ           | France                 | + 1 min 41 s           |
| 4e                     | AG2R Citroën Team      | France                 | + 3 min 09 s           |
| 5e                     | Soudal Quick-Step      | Belgique               | + 5 min 02 s           |

| Classement par équipes | Classement par équipes | Classement par équipes | Classement par équipes |
| Équipe                 | Équipe                 | Pays                   | Temps                  |
| ---------------------- | ---------------------- | ---------------------- | ---------------------- |
| 1re                    | UAE Team Emirates      | Émirats arabes unis    | 48 h 25 min 34 s       |
| 2e                     | Trek-Segafredo         | États-Unis             | + 1 min 24 s           |
| 3e                     | Groupama-FDJ           | France                 | + 1 min 41 s           |
| 4e                     | AG2R Citroën Team      | France                 | + 3 min 09 s           |
| 5e                     | Soudal Quick-Step      | Belgique               | + 5 min 02 s           |

### Classements UCI
Le Tour Down Under attribue des points au Classement mondial UCI 2023 selon le barème suivant.
| Position           | 1er | 2e  | 3e  | 4e  | 5e  | 6e  | 7e  | 8e  | 9e  | 10e | 11e | 12e | 13e | 14e | 15e | 16e à 20e | 21e à 30e | 31e à 50e | 51e à 55e | 56e à 60e |
| Classement général | 500 | 400 | 325 | 275 | 225 | 175 | 150 | 125 | 100 | 80  | 70  | 60  | 50  | 40  | 35  | 30        | 20        | 10        | 5         | 3         |
| Par étapes         | 60  | 40  | 30  | 25  | 20  | 15  | 10  | 8   | 5   | 2   |     |     |     |     |     |           |           |           |           |           |
| Leader             | 10  |     |     |     |     |     |     |     |     |     |     |     |     |     |     |           |           |           |           |           |

| Rang | Coureur | Équipe | Général | Étape | Leader | Total |
| ---- | ------- | ------ | ------- | ----- | ------ | ----- |
| 1    | [[]]    | [[]]   |         |       |        |       |
| 2    | [[]]    | [[]]   |         |       |        |       |
| 3    | [[]]    | [[]]   |         |       |        |       |
| 4    | [[]]    | [[]]   |         |       |        |       |
| 5    | [[]]    | [[]]   |         |       |        |       |
| 6    | [[]]    | [[]]   |         |       |        |       |
| 7    | [[]]    | [[]]   |         |       |        |       |
| 8    | [[]]    | [[]]   |         |       |        |       |
| 9    | [[]]    | [[]]   |         |       |        |       |
| 10   | [[]]    | [[]]   |         |       |        |       |

## Évolution des classements
| #                  | Vainqueur          | Classement général | Classement de la montagne | Classement des sprints | Classement des jeunes | Classement par équipes   |
| ------------------ | ------------------ | ------------------ | ------------------------- | ---------------------- | --------------------- | ------------------------ |
| P                  | Alberto Bettiol    | Alberto Bettiol    | non-attribué              | non-attribué           | Magnus Sheffield      | Alpecin-Deceuninck       |
| 1                  | Phil Bauhaus       | Alberto Bettiol    | Luke Plapp                | Phil Bauhaus           | Magnus Sheffield      | Intermarché-Circus-Wanty |
| 2                  | Rohan Dennis       | Rohan Dennis       | Jay Vine                  | Caleb Ewan             | Magnus Sheffield      | Alpecin-Deceuninck       |
| 3                  | Pello Bilbao       | Jay Vine           | Jay Vine                  | Michael Matthews       | Magnus Sheffield      | UAE Emirates             |
| 4                  | Bryan Coquard      | Jay Vine           | Mikkel Honoré             | Michael Matthews       | Magnus Sheffield      | UAE Emirates             |
| 5                  | Simon Yates        | Jay Vine           | Mikkel Honoré             | Michael Matthews       | Magnus Sheffield      | UAE Emirates             |
| Classements finals | Classements finals | Jay Vine           | Mikkel Honoré             | Michael Matthews       | Magnus Sheffield      | UAE Emirates             |

## Liste des participants
| Légende                             | Légende                                                                                                  | Légende                                | Légende                                                                                                  |
| ----------------------------------- | --- | -------------------------------------- | --- |
| Num                                 | Dossard de départ porté par le coureur sur ce Tour Down Under                                            | Pos                                    | Position finale au classement général                                                                    |
| Leader du classement général        | Indique le vainqueur du classement général                                                               | Leader du classement des sprints       | Indique le vainqueur du classement des sprints                                                           |
| Leader du classement de la montagne | Indique le vainqueur du classement de la montagne                                                        | Leader du classement du meilleur jeune | Indique le vainqueur du classement du meilleur jeune                                                     |
|                                     | Indique un maillot de champion national ou mondial, suivi de sa spécialité                               | #                                      | Indique la meilleure équipe                                                                              |
| NP                                  | Indique un coureur qui n'a pas pris le départ d'une étape, suivi du numéro de l'étape où il s'est retiré | AB                                     | Indique un coureur qui n'a pas terminé une étape, suivi du numéro de l'étape où il s'est retiré          |
| HD                                  | Indique un coureur qui a terminé une étape hors des délais, suivi du numéro de l'étape                   | *                                      | Indique un coureur en lice pour le classement du meilleur jeune (coureurs nés après le 1er janvier 1994) |

| Team Jayco AlUla JAY | Team Jayco AlUla JAY   | Team Jayco AlUla JAY |
| -------------------- | ---------------------- | -------------------- |
| Num                  | Coureur                | Pos                  |
| 1                    | Michael Matthews (AUS) | 43e                  |
| 2                    | Simon Yates (GBR)      | 2e                   |
| 3                    | Luke Durbridge (AUS)   | 102e                 |
| 4                    | Lucas Hamilton (AUS)   | 54e                  |
| 5                    | Michael Hepburn (AUS)  | 75e                  |
| 6                    | Chris Harper (AUS)     | NP-2                 |
| 7                    | Campbell Stewart (NZL) | 96e                  |

| AG2R Citroën Team ACT | AG2R Citroën Team ACT | AG2R Citroën Team ACT |
| --------------------- | --------------------- | --------------------- |
| Num                   | Coureur               | Pos                   |
| 11                    | Ben O'Connor (AUS)    | 6e                    |
| 12                    | Alex Baudin (FRA)     | 26e                   |
| 13                    | Dorian Godon (FRA)    | 24e                   |
| 14                    | Paul Lapeira (FRA)    | 58e                   |
| 15                    | Nans Peters (FRA)     | 27e                   |
| 16                    | Michael Schär (SUI)   | 62e                   |
| 17                    | Damien Touzé (FRA)    | 42e                   |

| Astana Qazaqstan Team AST          | Astana Qazaqstan Team AST | Astana Qazaqstan Team AST |
| ---------------------------------- | ------------------------- | ------------------------- |
| Num                                | Coureur                   | Pos                       |
| 21                                 | Luis León Sánchez (ESP)   | 33e                       |
| 22                                 | Manuele Boaro (ITA)       | AB-5                      |
| 23                                 | Leonardo Basso (ITA)      | 120e                      |
| 24                                 | Fabio Felline (ITA)       | 77e                       |
| 25                                 | Dmitriy Gruzdev (KAZ)     | 86e                       |
| 26                                 | Martin Laas (EST)         | AB-5                      |
| 27                                 | Gianni Moscon (ITA)       | AB-3                      |
| Directeur sportif : Stefano Zanini |                           |                           |

| Bahrain Victorious TBV            | Bahrain Victorious TBV    | Bahrain Victorious TBV |
| --------------------------------- | ------------------------- | ---------------------- |
| Num                               | Coureur                   | Pos                    |
| 31                                | Pello Bilbao (ESP)        | 3e                     |
| 32                                | Nikias Arndt (GER)        | 38e                    |
| 33                                | Phil Bauhaus (GER)        | 94e                    |
| 34                                | Kamil Gradek (POL)        | AB-5                   |
| 35                                | Hermann Pernsteiner (AUT) | 45e                    |
| 36                                | Cameron Scott (AUS)       | 121e                   |
| 37                                | Jasha Sütterlin (GER)     | 65e                    |
| Directeur sportif : Neil Stephens |                           |                        |

| Trek-Segafredo TFS               | Trek-Segafredo TFS          | Trek-Segafredo TFS |
| -------------------------------- | --------------------------- | ------------------ |
| Num                              | Coureur                     | Pos                |
| 41                               | Tony Gallopin (FRA)         | 32e                |
| 42                               | Filippo Baroncini (ITA)     | AB-4               |
| 43                               | Marc Brustenga (ESP)        | 76e                |
| 44                               | Asbjørn Hellemose (DEN)     | 55e                |
| 45                               | Emīls Liepiņš (LAT) (route) | 46e                |
| 46                               | Natnael Tesfatsion (ERI)    | 14e                |
| 47                               | Antonio Tiberi (ITA)        | 8e                 |
| Directeur sportif : Kim Andersen |                             |                    |

| Cofidis COF | Cofidis COF           | Cofidis COF |
| ----------- | --------------------- | ----------- |
| Num         | Coureur               | Pos         |
| 51          | Bryan Coquard (FRA)   | 10e         |
| 52          | François Bidard (FRA) | 48e         |
| 53          | André Carvalho (POR)  | 104e        |
| 54          | Davide Cimolai (ITA)  | 109e        |
| 55          | Victor Lafay (FRA)    | 44e         |
| 56          | Alexis Renard (FRA)   | 80e         |
| 57          | Harrison Wood (GBR)   | 118e        |

| Soudal Quick-Step SOQ               | Soudal Quick-Step SOQ | Soudal Quick-Step SOQ |
| ----------------------------------- | --------------------- | --------------------- |
| Num                                 | Coureur               | Pos                   |
| 61                                  | Mattia Cattaneo (ITA) | 22e                   |
| 62                                  | Stan Van Tricht (BEL) | 78e                   |
| 63                                  | Dries Devenyns (BEL)  | 39e                   |
| 64                                  | James Knox (GBR)      | DQ-1                  |
| 65                                  | Mauro Schmid (SUI)    | 5e                    |
| 66                                  | Jannik Steimle (GER)  | 107e                  |
| 67                                  | Martin Svrček (SVK)   | AB-5                  |
| Directeur sportif : Geert Van Bondt |                       |                       |

| Alpecin-Deceuninck ADC | Alpecin-Deceuninck ADC | Alpecin-Deceuninck ADC |
| ---------------------- | ---------------------- | ---------------------- |
| Num                    | Coureur                | Pos                    |
| 71                     | Kaden Groves (AUS)     | 36e                    |
| 72                     | Jensen Plowright (AUS) | AB-5                   |
| 73                     | Robert Stannard (AUS)  | 57e                    |
| 74                     | Samuel Gaze (NZL)      | 93e                    |
| 75                     | Senne Leysen (BEL)     | 116e                   |
| 76                     | Oscar Riesebeek (NED)  | 95e                    |
| 77                     | Michael Gogl (AUT)     | 73e                    |

| Groupama-FDJ GFC                    | Groupama-FDJ GFC      | Groupama-FDJ GFC |
| ----------------------------------- | --------------------- | ---------------- |
| Num                                 | Coureur               | Pos              |
| 81                                  | Michael Storer (AUS)  | 40e              |
| 82                                  | Miles Scotson (AUS)   | 67e              |
| 83                                  | Lorenzo Germani (ITA) | 112e             |
| 84                                  | Reuben Thompson (NZL) | 23e              |
| 85                                  | Laurence Pithie (NZL) | 106e             |
| 86                                  | Paul Penhoët (FRA)    | 29e              |
| 87                                  | Rudy Molard (FRA)     | 12e              |
| Directeur sportif : Jussi Veikkanen |                       |                  |

| Ineos Grenadiers IGD | Ineos Grenadiers IGD        | Ineos Grenadiers IGD |
| -------------------- | --------------------------- | -------------------- |
| Num                  | Coureur                     | Pos                  |
| 91                   | Geraint Thomas (GBR)        | 88e                  |
| 92                   | Ethan Hayter (GBR) (chrono) | 18e                  |
| 93                   | Leo Hayter (GBR)            | 56e                  |
| 94                   | Kim Heiduk (GER)            | 79e                  |
| 95                   | Luke Plapp (AUS) (route)    | 53e                  |
| 96                   | Magnus Sheffield (USA)      | 4e                   |
| 97                   | Ben Swift (GBR)             | 70e                  |

| Intermarché-Circus-Wanty ICW       | Intermarché-Circus-Wanty ICW | Intermarché-Circus-Wanty ICW |
| ---------------------------------- | ---------------------------- | ---------------------------- |
| Num                                | Coureur                      | Pos                          |
| 101                                | Sven Erik Bystrøm (NOR)      | 7e                           |
| 102                                | Julius Johansen (DEN)        | 83e                          |
| 103                                | Hugo Page (FRA)              | 19e                          |
| 104                                | Gerben Thijssen (BEL)        | AB-5                         |
| 105                                | Taco van der Hoorn (NED)     | 110e                         |
| 106                                | Boy van Poppel (NED)         | AB-5                         |
| 107                                | Dion Smith (NZL)             | 52e                          |
| Directeur sportif : Steven De Neef |                              |                              |

| Jumbo-Visma TJV                 | Jumbo-Visma TJV        | Jumbo-Visma TJV |
| ------------------------------- | ---------------------- | --------------- |
| Num                             | Coureur                | Pos             |
| 111                             | Rohan Dennis (AUS)     | 50e             |
| 112                             | Robert Gesink (NED)    | AB-1            |
| 113                             | Lennard Hofstede (NED) | 68e             |
| 114                             | Timo Roosen (NED)      | 61e             |
| 115                             | Milan Vader (NED)      | 25e             |
| 116                             | Tim van Dijke (NED)    | 66e             |
| 117                             | Jos van Emden (NED)    | 74e             |
| Directeur sportif : Addy Engels |                        |                 |

| Movistar Team MOV              | Movistar Team MOV     | Movistar Team MOV |
| ------------------------------ | --------------------- | ----------------- |
| Num                            | Coureur               | Pos               |
| 121                            | Gorka Izagirre (ESP)  | 9e                |
| 122                            | Imanol Erviti (ESP)   | 49e               |
| 123                            | Johan Jacobs (SUI)    | 92e               |
| 124                            | Iván Romeo (ESP)      | 41e               |
| 125                            | Sergio Samitier (ESP) | 101e              |
| 126                            | Lluís Mas (ESP)       | 72e               |
| Directeur sportif : Patxi Vila |                       |                   |

| Team DSM DSM                     | Team DSM DSM           | Team DSM DSM |
| -------------------------------- | ---------------------- | ------------ |
| Num                              | Coureur                | Pos          |
| 131                              | Chris Hamilton (AUS)   | 31e          |
| 132                              | Matthew Dinham (AUS)   | 59e          |
| 133                              | Patrick Bevin (NZL)    | AB-1         |
| 134                              | Romain Combaud (FRA)   | 97e          |
| 135                              | Tim Naberman (NED)     | 108e         |
| 136                              | Marius Mayrhofer (GER) | 21e          |
| 137                              | Martijn Tusveld (NED)  | 69e          |
| Directeur sportif : Luke Roberts |                        |              |

| UAE Team Emirates UAD | UAE Team Emirates UAD   | UAE Team Emirates UAD |
| --------------------- | ----------------------- | --------------------- |
| Num                   | Coureur                 | Pos                   |
| 141                   | Jay Vine (AUS) (chrono) | 1er                   |
| 142                   | George Bennett (NZL)    | 15e                   |
| 143                   | Marc Hirschi (SUI)      | 11e                   |
| 144                   | Sjoerd Bax (NED)        | 85e                   |
| 145                   | Alessandro Covi (ITA)   | 64e                   |
| 146                   | Michael Vink (NZL)      | 63e                   |
| 147                   | Finn Fisher-Black (NZL) | 98e                   |

| Arkéa-Samsic ARK              | Arkéa-Samsic ARK       | Arkéa-Samsic ARK |
| ----------------------------- | ---------------------- | ---------------- |
| Num                           | Coureur                | Pos              |
| 151                           | Ewen Costiou (FRA)     | 99e              |
| 152                           | Mathis Le Berre (FRA)  | 105e             |
| 153                           | Élie Gesbert (FRA)     | 20e              |
| 154                           | Hugo Hofstetter (FRA)  | 87e              |
| 155                           | Kévin Ledanois (FRA)   | 30e              |
| 156                           | Łukasz Owsian (POL)    | 81e              |
| 157                           | Alessandro Verre (ITA) | 82e              |
| Directeur sportif : Yvon Caër |                        |                  |

| EF Education-EasyPost EFE | EF Education-EasyPost EFE | EF Education-EasyPost EFE |
| ------------------------- | ------------------------- | ------------------------- |
| Num                       | Coureur                   | Pos                       |
| 161                       | Alberto Bettiol (ITA)     | 37e                       |
| 162                       | Mikkel Honoré (DEN)       | 84e                       |
| 163                       | Jens Keukeleire (BEL)     | 47e                       |
| 164                       | Sean Quinn (USA)          | 60e                       |
| 165                       | Jonas Rutsch (GER)        | 35e                       |
| 166                       | Thomas Scully (NZL)       | 115e                      |
| 167                       | Łukasz Wiśniowski (POL)   | 114e                      |

| Bora-Hansgrohe BOH | Bora-Hansgrohe BOH          | Bora-Hansgrohe BOH |
| ------------------ | --------------------------- | ------------------ |
| Num                | Coureur                     | Pos                |
| 171                | Jai Hindley (AUS)           | 16e                |
| 172                | Marco Haller (AUT)          | 71e                |
| 173                | Shane Archbold (NZL)        | 111e               |
| 174                | Luis-Joe Lührs (GER)        | 103e               |
| 175                | Jordi Meeus (BEL)           | NP-2               |
| 176                | Maximilian Schachmann (GER) | 51e                |
| 177                | Giovanni Aleotti (ITA)      | 17e                |

| Israel-Premier Tech IPT | Israel-Premier Tech IPT  | Israel-Premier Tech IPT |
| ----------------------- | ------------------------ | ----------------------- |
| Num                     | Coureur                  | Pos                     |
| 181                     | Christopher Froome (GBR) | 117e                    |
| 182                     | Daryl Impey (RSA)        | 89e                     |
| 183                     | Simon Clarke (AUS)       | 91e                     |
| 184                     | Corbin Strong (NZL)      | 28e                     |
| 185                     | Taj Jones (AUS)          | AB-5                    |
| 186                     | Sebastian Berwick (AUS)  | 13e                     |
| 187                     | Derek Gee (CAN)          | 34e                     |

| UniSA-Australia AUS | UniSA-Australia AUS   | UniSA-Australia AUS |
| ------------------- | --------------------- | ------------------- |
| Num                 | Coureur               | Pos                 |
| 191                 | Caleb Ewan (AUS)      | 100e                |
| 192                 | Jarrad Drizners (AUS) | 90e                 |
| 193                 | Graeme Frislie (AUS)  | NP-2                |
| 194                 | Conor Leahy (AUS)     | NP-2                |
| 195                 | Zac Marriage (AUS)    | 119e                |
| 196                 | James Moriarty (AUS)  | AB-2                |
| 197                 | Liam Walsh (AUS)      | 113e                |

| Team Jayco AlUla JAY | Team Jayco AlUla JAY   | Team Jayco AlUla JAY |
| -------------------- | ---------------------- | -------------------- |
| Num                  | Coureur                | Pos                  |
| 1                    | Michael Matthews (AUS) | 43e                  |
| 2                    | Simon Yates (GBR)      | 2e                   |
| 3                    | Luke Durbridge (AUS)   | 102e                 |
| 4                    | Lucas Hamilton (AUS)   | 54e                  |
| 5                    | Michael Hepburn (AUS)  | 75e                  |
| 6                    | Chris Harper (AUS)     | NP-2                 |
| 7                    | Campbell Stewart (NZL) | 96e                  |

| AG2R Citroën Team ACT | AG2R Citroën Team ACT | AG2R Citroën Team ACT |
| --------------------- | --------------------- | --------------------- |
| Num                   | Coureur               | Pos                   |
| 11                    | Ben O'Connor (AUS)    | 6e                    |
| 12                    | Alex Baudin (FRA)     | 26e                   |
| 13                    | Dorian Godon (FRA)    | 24e                   |
| 14                    | Paul Lapeira (FRA)    | 58e                   |
| 15                    | Nans Peters (FRA)     | 27e                   |
| 16                    | Michael Schär (SUI)   | 62e                   |
| 17                    | Damien Touzé (FRA)    | 42e                   |

| Astana Qazaqstan Team AST          | Astana Qazaqstan Team AST | Astana Qazaqstan Team AST |
| ---------------------------------- | ------------------------- | ------------------------- |
| Num                                | Coureur                   | Pos                       |
| 21                                 | Luis León Sánchez (ESP)   | 33e                       |
| 22                                 | Manuele Boaro (ITA)       | AB-5                      |
| 23                                 | Leonardo Basso (ITA)      | 120e                      |
| 24                                 | Fabio Felline (ITA)       | 77e                       |
| 25                                 | Dmitriy Gruzdev (KAZ)     | 86e                       |
| 26                                 | Martin Laas (EST)         | AB-5                      |
| 27                                 | Gianni Moscon (ITA)       | AB-3                      |
| Directeur sportif : Stefano Zanini |                           |                           |

| Bahrain Victorious TBV            | Bahrain Victorious TBV    | Bahrain Victorious TBV |
| --------------------------------- | ------------------------- | ---------------------- |
| Num                               | Coureur                   | Pos                    |
| 31                                | Pello Bilbao (ESP)        | 3e                     |
| 32                                | Nikias Arndt (GER)        | 38e                    |
| 33                                | Phil Bauhaus (GER)        | 94e                    |
| 34                                | Kamil Gradek (POL)        | AB-5                   |
| 35                                | Hermann Pernsteiner (AUT) | 45e                    |
| 36                                | Cameron Scott (AUS)       | 121e                   |
| 37                                | Jasha Sütterlin (GER)     | 65e                    |
| Directeur sportif : Neil Stephens |                           |                        |

| Trek-Segafredo TFS               | Trek-Segafredo TFS          | Trek-Segafredo TFS |
| -------------------------------- | --------------------------- | ------------------ |
| Num                              | Coureur                     | Pos                |
| 41                               | Tony Gallopin (FRA)         | 32e                |
| 42                               | Filippo Baroncini (ITA)     | AB-4               |
| 43                               | Marc Brustenga (ESP)        | 76e                |
| 44                               | Asbjørn Hellemose (DEN)     | 55e                |
| 45                               | Emīls Liepiņš (LAT) (route) | 46e                |
| 46                               | Natnael Tesfatsion (ERI)    | 14e                |
| 47                               | Antonio Tiberi (ITA)        | 8e                 |
| Directeur sportif : Kim Andersen |                             |                    |

| Cofidis COF | Cofidis COF           | Cofidis COF |
| ----------- | --------------------- | ----------- |
| Num         | Coureur               | Pos         |
| 51          | Bryan Coquard (FRA)   | 10e         |
| 52          | François Bidard (FRA) | 48e         |
| 53          | André Carvalho (POR)  | 104e        |
| 54          | Davide Cimolai (ITA)  | 109e        |
| 55          | Victor Lafay (FRA)    | 44e         |
| 56          | Alexis Renard (FRA)   | 80e         |
| 57          | Harrison Wood (GBR)   | 118e        |

| Soudal Quick-Step SOQ               | Soudal Quick-Step SOQ | Soudal Quick-Step SOQ |
| ----------------------------------- | --------------------- | --------------------- |
| Num                                 | Coureur               | Pos                   |
| 61                                  | Mattia Cattaneo (ITA) | 22e                   |
| 62                                  | Stan Van Tricht (BEL) | 78e                   |
| 63                                  | Dries Devenyns (BEL)  | 39e                   |
| 64                                  | James Knox (GBR)      | DQ-1                  |
| 65                                  | Mauro Schmid (SUI)    | 5e                    |
| 66                                  | Jannik Steimle (GER)  | 107e                  |
| 67                                  | Martin Svrček (SVK)   | AB-5                  |
| Directeur sportif : Geert Van Bondt |                       |                       |

| Alpecin-Deceuninck ADC | Alpecin-Deceuninck ADC | Alpecin-Deceuninck ADC |
| ---------------------- | ---------------------- | ---------------------- |
| Num                    | Coureur                | Pos                    |
| 71                     | Kaden Groves (AUS)     | 36e                    |
| 72                     | Jensen Plowright (AUS) | AB-5                   |
| 73                     | Robert Stannard (AUS)  | 57e                    |
| 74                     | Samuel Gaze (NZL)      | 93e                    |
| 75                     | Senne Leysen (BEL)     | 116e                   |
| 76                     | Oscar Riesebeek (NED)  | 95e                    |
| 77                     | Michael Gogl (AUT)     | 73e                    |

| Groupama-FDJ GFC                    | Groupama-FDJ GFC      | Groupama-FDJ GFC |
| ----------------------------------- | --------------------- | ---------------- |
| Num                                 | Coureur               | Pos              |
| 81                                  | Michael Storer (AUS)  | 40e              |
| 82                                  | Miles Scotson (AUS)   | 67e              |
| 83                                  | Lorenzo Germani (ITA) | 112e             |
| 84                                  | Reuben Thompson (NZL) | 23e              |
| 85                                  | Laurence Pithie (NZL) | 106e             |
| 86                                  | Paul Penhoët (FRA)    | 29e              |
| 87                                  | Rudy Molard (FRA)     | 12e              |
| Directeur sportif : Jussi Veikkanen |                       |                  |

| Ineos Grenadiers IGD | Ineos Grenadiers IGD        | Ineos Grenadiers IGD |
| -------------------- | --------------------------- | -------------------- |
| Num                  | Coureur                     | Pos                  |
| 91                   | Geraint Thomas (GBR)        | 88e                  |
| 92                   | Ethan Hayter (GBR) (chrono) | 18e                  |
| 93                   | Leo Hayter (GBR)            | 56e                  |
| 94                   | Kim Heiduk (GER)            | 79e                  |
| 95                   | Luke Plapp (AUS) (route)    | 53e                  |
| 96                   | Magnus Sheffield (USA)      | 4e                   |
| 97                   | Ben Swift (GBR)             | 70e                  |

| Intermarché-Circus-Wanty ICW       | Intermarché-Circus-Wanty ICW | Intermarché-Circus-Wanty ICW |
| ---------------------------------- | ---------------------------- | ---------------------------- |
| Num                                | Coureur                      | Pos                          |
| 101                                | Sven Erik Bystrøm (NOR)      | 7e                           |
| 102                                | Julius Johansen (DEN)        | 83e                          |
| 103                                | Hugo Page (FRA)              | 19e                          |
| 104                                | Gerben Thijssen (BEL)        | AB-5                         |
| 105                                | Taco van der Hoorn (NED)     | 110e                         |
| 106                                | Boy van Poppel (NED)         | AB-5                         |
| 107                                | Dion Smith (NZL)             | 52e                          |
| Directeur sportif : Steven De Neef |                              |                              |

| Jumbo-Visma TJV                 | Jumbo-Visma TJV        | Jumbo-Visma TJV |
| ------------------------------- | ---------------------- | --------------- |
| Num                             | Coureur                | Pos             |
| 111                             | Rohan Dennis (AUS)     | 50e             |
| 112                             | Robert Gesink (NED)    | AB-1            |
| 113                             | Lennard Hofstede (NED) | 68e             |
| 114                             | Timo Roosen (NED)      | 61e             |
| 115                             | Milan Vader (NED)      | 25e             |
| 116                             | Tim van Dijke (NED)    | 66e             |
| 117                             | Jos van Emden (NED)    | 74e             |
| Directeur sportif : Addy Engels |                        |                 |

| Movistar Team MOV              | Movistar Team MOV     | Movistar Team MOV |
| ------------------------------ | --------------------- | ----------------- |
| Num                            | Coureur               | Pos               |
| 121                            | Gorka Izagirre (ESP)  | 9e                |
| 122                            | Imanol Erviti (ESP)   | 49e               |
| 123                            | Johan Jacobs (SUI)    | 92e               |
| 124                            | Iván Romeo (ESP)      | 41e               |
| 125                            | Sergio Samitier (ESP) | 101e              |
| 126                            | Lluís Mas (ESP)       | 72e               |
| Directeur sportif : Patxi Vila |                       |                   |

| Team DSM DSM                     | Team DSM DSM           | Team DSM DSM |
| -------------------------------- | ---------------------- | ------------ |
| Num                              | Coureur                | Pos          |
| 131                              | Chris Hamilton (AUS)   | 31e          |
| 132                              | Matthew Dinham (AUS)   | 59e          |
| 133                              | Patrick Bevin (NZL)    | AB-1         |
| 134                              | Romain Combaud (FRA)   | 97e          |
| 135                              | Tim Naberman (NED)     | 108e         |
| 136                              | Marius Mayrhofer (GER) | 21e          |
| 137                              | Martijn Tusveld (NED)  | 69e          |
| Directeur sportif : Luke Roberts |                        |              |

| UAE Team Emirates UAD | UAE Team Emirates UAD   | UAE Team Emirates UAD |
| --------------------- | ----------------------- | --------------------- |
| Num                   | Coureur                 | Pos                   |
| 141                   | Jay Vine (AUS) (chrono) | 1er                   |
| 142                   | George Bennett (NZL)    | 15e                   |
| 143                   | Marc Hirschi (SUI)      | 11e                   |
| 144                   | Sjoerd Bax (NED)        | 85e                   |
| 145                   | Alessandro Covi (ITA)   | 64e                   |
| 146                   | Michael Vink (NZL)      | 63e                   |
| 147                   | Finn Fisher-Black (NZL) | 98e                   |

| Arkéa-Samsic ARK              | Arkéa-Samsic ARK       | Arkéa-Samsic ARK |
| ----------------------------- | ---------------------- | ---------------- |
| Num                           | Coureur                | Pos              |
| 151                           | Ewen Costiou (FRA)     | 99e              |
| 152                           | Mathis Le Berre (FRA)  | 105e             |
| 153                           | Élie Gesbert (FRA)     | 20e              |
| 154                           | Hugo Hofstetter (FRA)  | 87e              |
| 155                           | Kévin Ledanois (FRA)   | 30e              |
| 156                           | Łukasz Owsian (POL)    | 81e              |
| 157                           | Alessandro Verre (ITA) | 82e              |
| Directeur sportif : Yvon Caër |                        |                  |

| EF Education-EasyPost EFE | EF Education-EasyPost EFE | EF Education-EasyPost EFE |
| ------------------------- | ------------------------- | ------------------------- |
| Num                       | Coureur                   | Pos                       |
| 161                       | Alberto Bettiol (ITA)     | 37e                       |
| 162                       | Mikkel Honoré (DEN)       | 84e                       |
| 163                       | Jens Keukeleire (BEL)     | 47e                       |
| 164                       | Sean Quinn (USA)          | 60e                       |
| 165                       | Jonas Rutsch (GER)        | 35e                       |
| 166                       | Thomas Scully (NZL)       | 115e                      |
| 167                       | Łukasz Wiśniowski (POL)   | 114e                      |

| Bora-Hansgrohe BOH | Bora-Hansgrohe BOH          | Bora-Hansgrohe BOH |
| ------------------ | --------------------------- | ------------------ |
| Num                | Coureur                     | Pos                |
| 171                | Jai Hindley (AUS)           | 16e                |
| 172                | Marco Haller (AUT)          | 71e                |
| 173                | Shane Archbold (NZL)        | 111e               |
| 174                | Luis-Joe Lührs (GER)        | 103e               |
| 175                | Jordi Meeus (BEL)           | NP-2               |
| 176                | Maximilian Schachmann (GER) | 51e                |
| 177                | Giovanni Aleotti (ITA)      | 17e                |

| Israel-Premier Tech IPT | Israel-Premier Tech IPT  | Israel-Premier Tech IPT |
| ----------------------- | ------------------------ | ----------------------- |
| Num                     | Coureur                  | Pos                     |
| 181                     | Christopher Froome (GBR) | 117e                    |
| 182                     | Daryl Impey (RSA)        | 89e                     |
| 183                     | Simon Clarke (AUS)       | 91e                     |
| 184                     | Corbin Strong (NZL)      | 28e                     |
| 185                     | Taj Jones (AUS)          | AB-5                    |
| 186                     | Sebastian Berwick (AUS)  | 13e                     |
| 187                     | Derek Gee (CAN)          | 34e                     |

| UniSA-Australia AUS | UniSA-Australia AUS   | UniSA-Australia AUS |
| ------------------- | --------------------- | ------------------- |
| Num                 | Coureur               | Pos                 |
| 191                 | Caleb Ewan (AUS)      | 100e                |
| 192                 | Jarrad Drizners (AUS) | 90e                 |
| 193                 | Graeme Frislie (AUS)  | NP-2                |
| 194                 | Conor Leahy (AUS)     | NP-2                |
| 195                 | Zac Marriage (AUS)    | 119e                |
| 196                 | James Moriarty (AUS)  | AB-2                |
| 197                 | Liam Walsh (AUS)      | 113e                |